# 安娜·迪亚斯
安娜·迪亚斯（西班牙語：Ana Díaz，1954年2月17日—），古巴前女子排球运动员。她曾代表古巴国家队参加1972年、1976年和1980年夏季奥林匹克运动会排球比赛，三届比赛最好名次是1976年和1980年的第五名。